# Nathalie Stalmans
Nathalie Stalmans, née à Schaerbeek est historienne médiéviste, romancière et enseignante. Elle a écrit 6 romans depuis 2008 et enseigne dans le secondaire à Bruxelles.

## Formation
Nathalie Stalmans étudie l'histoire médiévale à l'Université Libre de Bruxelles. Elle obtient ensuite un Master in Celtic Studies en 1993 à l'Oxford University. De retour à Bruxelles, aspirante au FNRS, elle poursuit un doctorat aux côtés d'Alain Dierkens. Sa thèse est publiée en 2003 aux Presses Universitaires de Rennes, elle porte sur des saints irlandais du Moyen Age. Ses romans sont empreints de ses acquis d'historienne. 

## Carrière littéraire
Nathalie Stalmans publie son premier roman, La Conjuration des fainéants, en 2008. Le roman se déroule à l'époque mérovingienne et reprend des faits historiques traités dans ses recherches en tant que médiéviste.
En 2014 sort Finis Terrae. Ce roman se déroule dans l'initimité d'une famille bruxelloise du 17e siècle habitant la Rue Neuve, tout juste tracée. Nommé pour le Prix des Lycéens de Littérature de 2017, il se verra attribuer par les élèves le titre de "Diamant à mille facettes". A sa suite, Le Vent du Boulet est publié en 2018. Le récit se déroule dans la même Rue Neuve, mais au 18e siècle et sous domination française. La romancière y dresse un contexte historique détaillé et traite de différentes classes sociales. L'émission de la RTBF, un Jour dans l'Histoire, consacre un épisode au roman le 29 avril 2020.
Son cinquième roman, Si j'avais des ailes : Bruxelles au temps de Charlotte Brönte, sort en 2019. Il traite de la courte période, de 1842 à 1844, que l'auteure Charlotte Brönte a passé à Bruxelles, au pensionnat Héger dans le centre-ville.
Avec D'or et de grenat, Nathalie Stalmans lance ses lecteurs sur les traces du trésor du roi mérovingien Childéric.

## Publications
- 2003 : Saints d'Irlande : analyse critique des sources hagiographiques, VIIe – IXe siècles, Presses Universitaires de Rennes
- 2008 : La Conjuration des fainéants, Editions Terre de Brume
- 2012 : Comme les saveurs de l'orange, Editions Terre de Brume
- 2014 : Finis Terrae. Sous les pavés, l'enfer, Editions Terre de Brume
- 2018 : Le Vent du Boulet, Genèse Edition
- 2019 : Si j'avais des ailes : Bruxelles au temps de Charlotte Brönte, Genèse Edition
- 2022 : D'or et de grenat, Samsa Editions